# Дзингель Денис Андрійович
Дени́с Андрі́йович Дзи́нгель (1992—2014) — молодший сержант, Збройні сили України, 51-ша окрема механізована бригада, учасник російсько-української війни.

## Життєпис
Народився 1992 року в селі Русанівці (Летичівський район, Хмельницька область). Закінчив Голосківську ЗОШ; Кам'янець-Подільське вище інженерне училище. Після училища підписав контракт до лав ЗСУ. Мобілізований в квітні 2014-го.
Брав участь у боях за Іловайськ, зазнав важких осколкових поранень у голову, спину та опіків при виході з оточення «зеленим коридором» — терористи обстрілювали з «Градів». Був у комі, за його життя боролися лікарі Дніпропетровська та Львова. Не опритомнівши, помер 12 жовтня 2014-го у шпиталі.
Вдома залишились батьки, брат Андрій та сестра Юлія.
Похований у Русанівці 15 жовтня 2014 року, в останню дорогу проводжали всім селом.

## Нагороди і вшанування
За особисту мужність і героїзм, виявлені у захисті державного суверенітету та територіальної цілісності України, вірність військовій присязі під час російсько-української війни
- нагороджений орденом «За мужність» III ступеня (4.6.2015, посмертно)
- Його портрет розміщений на меморіалі «Стіна пам'яті полеглих за Україну» у Києві: секція 4, ряд 3, місце 35
- 2017 року в Меджибожі відбулося відкриття пам'ятного знаку загиблим воїнам в зоні АТО — викарбуване й ім'я Дениса Дзингеля[3]
- 2023 року у Голосківському ліцеї встановлено меморіальгу дошку його честі[4]
- Вшановується 12 жовтня на щоденному церемоніалі вшанування українських захисників, які загинули цього дня в різні роки внаслідок російської збройної агресії[5]